# Het Wilde Oosten
Het wilde Oosten ((ru)  Дикий восток, Dikiy vostok) is een Kazachse film uit 1993. De film is losjes gebaseerd op Akira Kurosawa's Zeven samoerai, en vertelt het verhaal van een groep circus-dwergen, die na een ineenstorting van hun samenleving het circus verlieten en een samenleving proberen op de bouwen in de wildernis van Kirgizië. Ze worden echter lastiggevallen door leden van een Kazachse motorbende. Van hun schamele spaarcenten nemen ze een groep janhagel als huurlingen aan, aangevoerd door een soort Man zonder naam, in de hoop een rustig bestaan op te kunnen bouwen.